# Briare
Briare är en kommun i departementet Loiret i regionen Centre-Val de Loire strax norr Frankrikes mitt. Kommunen ligger i kantonen Briare som tillhör arrondissementet Montargis. År 2022 hade Briare 5 012 invånare.

## Sevärdheter
- Mosaikmuseet och fabriken, (1837)
- Saint-Etienne-kyrkan med en mosaikfasad av Eugène Grasset (1895)

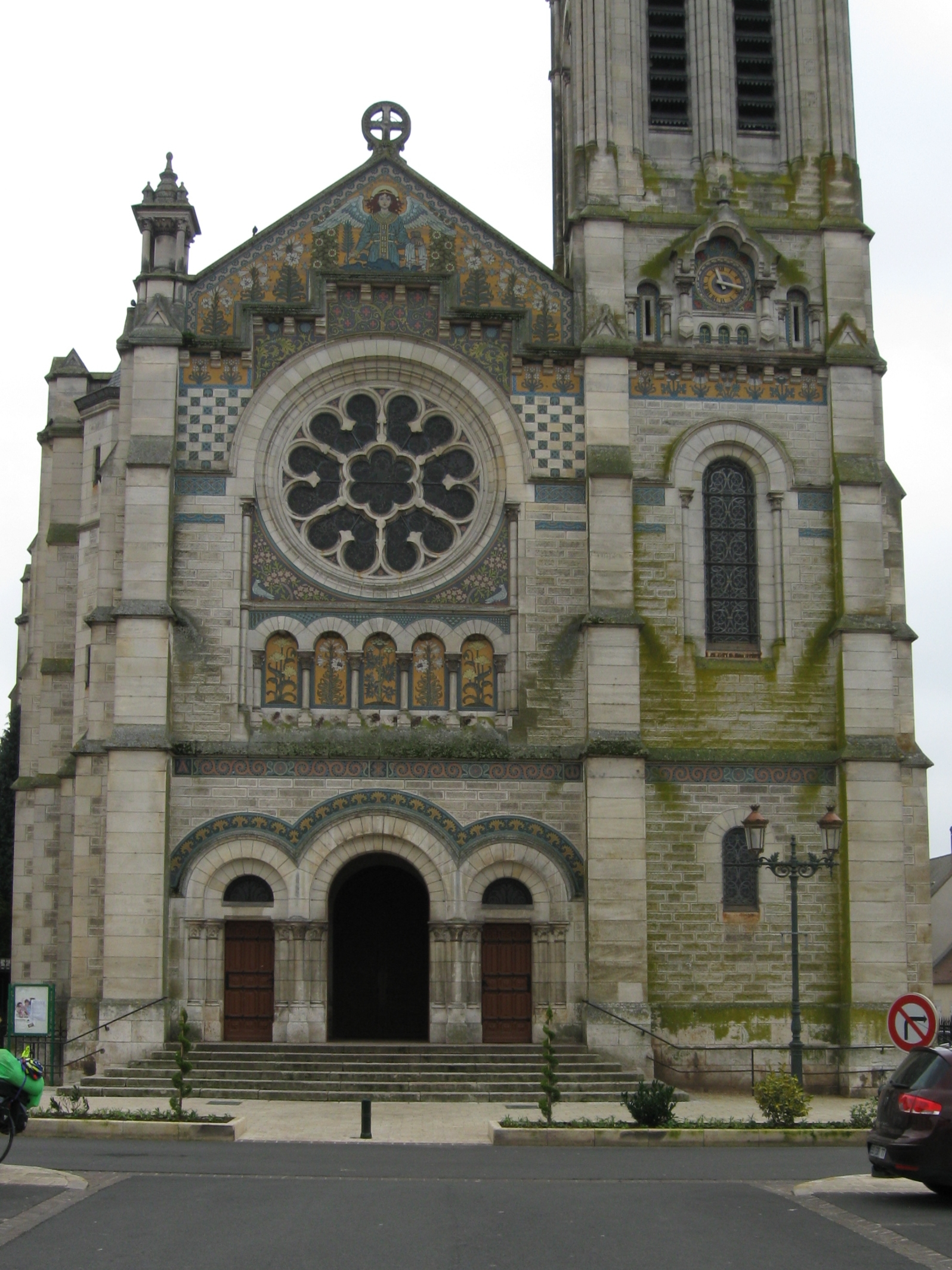
Saint-Etienne Kyrka - Briare, Frankrike – Mosaikfasaden av Eugène Grasset.

- Kanalbron över Loirefloden av Gustave Eiffel (1896)

## Befolkningsutveckling
Antalet invånare i kommunen Briare
| Referens: INSEE |